# Corydalis orthocarpa
Corydalis orthocarpa là một loài thực vật có hoa trong họ Anh túc. Loài này được Hayata mô tả khoa học đầu tiên năm 1913.